# Wizualizacja informacji

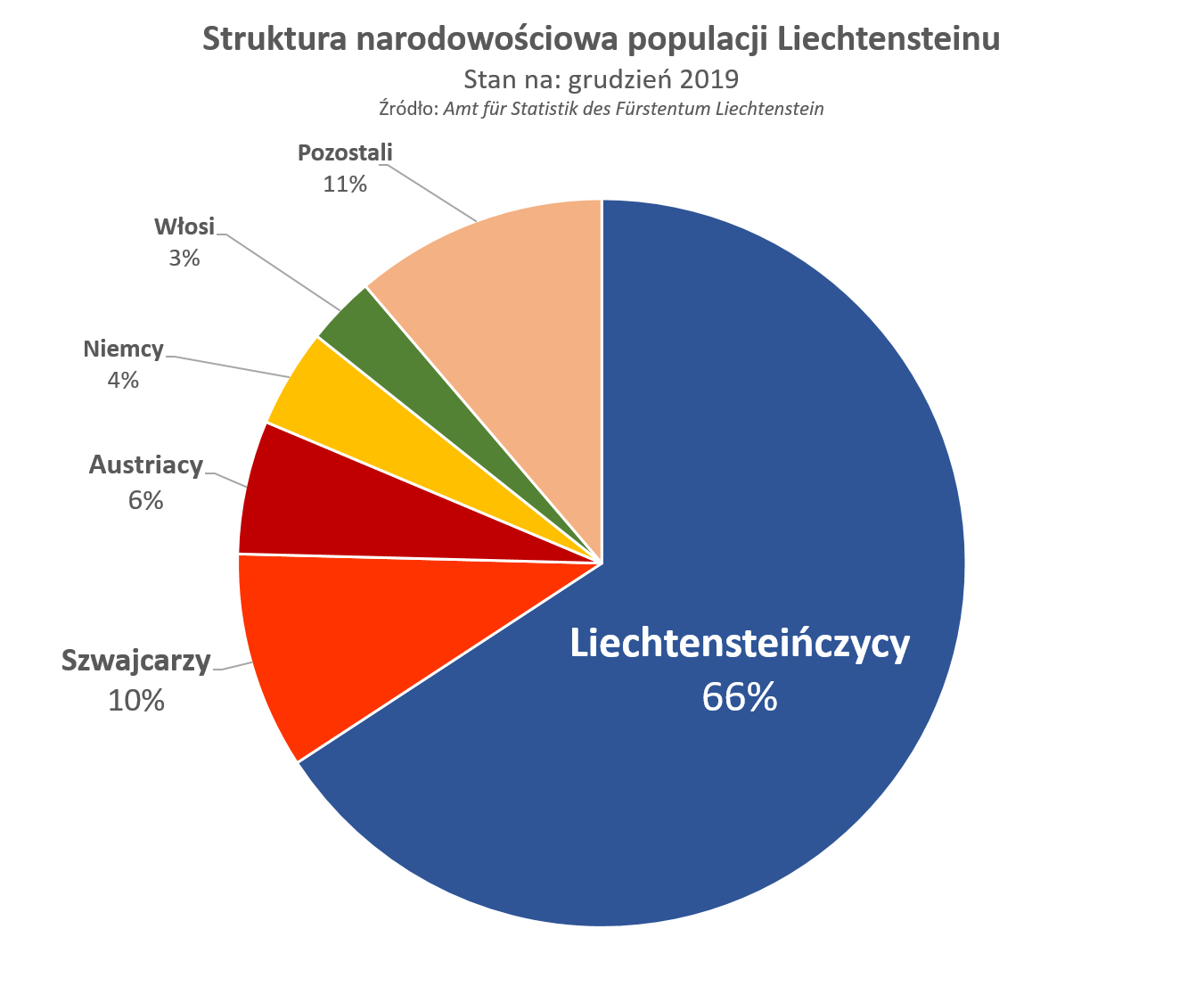
Wykres kołowy

Wizualizacja informacji – wizualna prezentacja przestrzeni informacyjnych i struktur w celu ułatwienia ich szybkiego zrozumienia i przyswojenia. Zawierają się w niej: wizualizacja i wizualizacja naukowa. Jej celem jest reprezentowanie (zobrazowanie) informacji, która pozwala użytkownikom zaznajomić się z informacją i jej danymi.